# ウントリセプチウム
ウントリセプチウム (Untriseptium) は、原子番号137にあたる未発見の超重元素に付けられた一時的な仮名（元素の系統名）である。
この原子は存在可能な最後の元素である可能性がある。

## 特徴
理論上、存在可能な最後の元素である可能性がリチャード・ファインマンによって指摘され、それにちなんでファインマニウム (Feynmanium, Fy)という名で非公式に呼ばれる事がある。

### ボーアの原子模型
ボーアの原子模型では、原子核の電荷（電子にとっては引力）に対抗するため、それに見合った電子の速度（いわば遠心力）が必要となる。最も原子核に近い1s軌道の電子が最も高速となるが、その速度は v:電子速度、Z:陽子数、α:微細構造定数、c:光速 のとき、次式で表される。
{\displaystyle v=Z\alpha c\approx {\frac {Zc}{137.036}}}
微細構造定数の逆数 (α-1) は約137なので、陽子数138ではvが光速を超える。当然、光速を超えることはできず、原子核（の中の陽子1つ）に衝突して電子捕獲により原子番号が小さくなる。

### ディラック方程式
相対性理論のディラック方程式では、原子が基底状態にあるときのエネルギー E は m:電子の静止質量、c:光速、Z:陽子数、α:微細構造定数 のとき、次式で表される。
{\displaystyle E=mc^{2}{\sqrt {1-Z^{2}\alpha ^{2}}}\approx mc^{2}{\sqrt {1-\left({Z \over 137.036}\right)^{2}}}}
陽子数138以上では平方根の中がマイナスとなり、エネルギーが虚数になってしまう（負のエネルギーが存在しうる波動関数のパラドックス）。